# Cercanías San Sebastian
De Cercanías van San Sebastian (Spaans: Cercanías de San Sebastián - Baskisch: Donostiako Aldiriak) is een voorstadspoorlijn in de agglomeratie van de Spaanse stad San Sebastian in de autonome gemeenschap Baskenland. De lijn wordt uitgebaat door Renfe Operadora, en draagt het nummer C-1. De volledige lijn gebruikt de spoorlijn Madrid-Hendaye, tussen de stations Brinkola en Irun. Al deze stations en de overige infrastructuur zijn eigendom van Adif. 
Samen met de Topo van het bedrijf Euskotren en stads- en streekbussen maken de cercanías deel uit van de kern van het openbaar vervoer in de agglomeratie en de provincie Gipuzkoa, waarbij de cercanías in het bijzonder moeten zorgen voor een verbinding van de dalen van de Urola en de Oria, en de comarca Bidasoa Beherea met de hoofdstad, San Sebastian. Er kan over worden gestapt op de Topo bij de stations Irun (station Kolon van Euskotren), Ventas de Irún (station Bentak van Euskotren), Pasaia (station Pasaia van Euskotren) en Herrera (station Herrera van Euskotren). Al deze sations liggen in het oostelijke deel van de agglomeratie, en zelfs ten oosten van de stad zelf. Daarom is de regering van Baskenland in overleg met Adif over de bouw van een overstapstation tussen beide lijnen in de wijk Riberas de Loiola in het zuiden van de stad, waardoor reizen tussen het zuiden en het westen van de agglomeratie een stuk eenvoudiger wordt. 
Verder kan er overgestapt worden op middellange en lange afstandstreinen in de stations Irun, San Sebastian, Lezo-Errenteria, Ordizia, Beasain en Zumarraga. 